# Prosoplus ventralis
Prosoplus ventralis är en skalbaggsart som beskrevs av Aurivillius 1928. Prosoplus ventralis ingår i släktet Prosoplus och familjen långhorningar.
Artens utbredningsområde är Samoa. Inga underarter finns listade i Catalogue of Life.